# Tedros Adhanom Ghebreyesus
Tedros Adhanom Ghebreyesus (amharsky ቴዎድሮስ አድሓኖም ገብረኢየሱስ; * 3. března 1965 Asmara) je etiopský mikrobiolog, imunolog a politik. Od roku 2017 je předsedou Světové zdravotnické organizace. Je prvním Afričanem a osobou bez lékařského vzdělání na tomto postu. V Etiopii zastával vládní pozice, mezi lety 2005 až 2012 byl ministrem zdravotnictví a v letech 2012 až 2016 ministrem zahraničních věcí.

## Jméno
Tedros Adhanom Ghebreyesus je patronymické jméno jako většina jmen Etiopanů. Adhanom je jméno po otci, Ghebreyesus po dědovi (nepoužívá se ale vždy), nikoliv příjmení. Jako krátká forma jména se mnohdy používá místo neexistujícího příjmení vlastní jméno, což je v Etiopii často křestní jméno. V tomto případě je to Tedros, zde však je zvoleno převážně dvouslovné jméno Tedros Adhanom.

## Mládí a studium
Tedros Adhanom se narodil roku 1965 v Asmaře, když bylo nynější hlavní město Eritrey součástí Etiopského císařství. Rodina pocházela z oblasti Tigraj na severu dnešní Etiopie. Tedros Adhanom uvedl, že se jako dítě bál onemocnění a smrti způsobené malárií. Jeho mladší bratr zemřel v útlém věku pravděpodobně na spalničky, čemuž se mohlo kvalitní lékařskou péčí předejít. Tedros Adhanom tuto rodinnou událost zohledňuje ve své veřejné činnosti.
V roce 1986 získal Tedros Adhanom titul bakaláře v biologii (BSc) na Asmarské univerzitě. Roku 1992 vystudoval imunologii infekčních onemocnění na Londýnské univerzitě ve Spojeném království. Roku 2000 získal titul PhD na Nottinghamské univerzitě za výzkum vlivu stavby přehrad na šíření malárie v etiopském regionu Tigraj.